# 三水“世界第一大卧佛”
三水“世界第一大卧佛”，位于中国广东省佛山市三水森林公园，1994年5月30日公布为三水市文物保护单位。三水市撤销后，原三水市文物保护单位大多在2006年10月25日列入第四批佛山市文物保护单位，而三水“世界第一大卧佛”不在其中。